# Campylomormyrus orycteropus
Campylomormyrus orycteropus är en fiskart som beskrevs av Poll, Gosse och Orts 1982. Campylomormyrus orycteropus ingår i släktet Campylomormyrus och familjen Mormyridae. IUCN kategoriserar arten globalt som otillräckligt studerad. Inga underarter finns listade.